# Chacraraju
Con il nome Chacraraju o con quello più corretto di  Shapraraju si indica una montagna della Cordillera Blanca, nel dipartimento di Ancash, in Perù.

## Aspetto fisico
Il Chacraraju fa parte di un massiccio montuoso chiamato Macizo del Huandoy, situato nella parte centro-settentrionale della Cordillera Blanca. Esistono due distinte vette: il Chacraraju Oeste (6.112 m), la vetta più alta, e il Chacraraju Este (6.001 m), chiamato anche Huaripampa dal suo lato orientale, che si presenta come una spettacolare guglia affilata.

## Origine del nome
Il nome Chacraraju è un'errata trascrizione fonetica dal quechua Shapraraju, parola composta dai vocaboli shapra (barba) e raju (montagna innevata). Il significato del suo nome è quindi “montagna barbuta”.

## Alpinismo
Il Chacraraju Oeste è entrato a pieno titolo tra i miti dell'alpinismo. È stato salito la prima volta il 31 luglio 1956 da una forte e nutrita cordata francese guidata da Lionel Terray. Dopo quella data la montagna è stata un vero e proprio banco di prova per pochi alpinisti che hanno aperto su di essa vie di estrema difficoltà.
La prima ascensione al Chacraraju Este è avvenuta il 5 agosto 1962, sempre ad opera di Terray, in cordata con Louis Dubost, Paul Gendre, Guido Magnone e Jacques Soubis.